# Dunkelstrom
Als Dunkelstrom bezeichnet man
- die spontane Bildung von freien Ladungsträgern durch Wärme in einem lichtempfindlichen Halbleiter, beispielsweise einem CCD-Bildsensor, einer Fotodiode, eines Photomultiplier oder einem Fotowiderstand
- die Auslösung von Elektronen aus der Photokathode eines Photomultipliers oder einer Fotozelle durch die Wärmebewegung im Material.

## Erklärung
Aufgrund des dritten Hauptsatzes der Thermodynamik bewegen sich die Atome oder Moleküle, aus denen ein lichtempfindlicher Detektor besteht. Durch unelastische Stöße können dabei Ladungsträger im Detektor ausgelöst werden, auch wenn er nicht belichtet wird. Diese thermisch verursachte Leitfähigkeit bei Bauelementen, die den inneren photoelektrischen Effekt nutzen, beziehungsweise thermisch emittierte Elektronen bei Fotokathoden (äußerer photoelektrischer Effekt) erzeugen den Dunkelstrom.
Der Effekt kann durch Absenken der Temperatur der Fotoempfänger verringert werden. Fotoempfänger für das Mittlere Infrarot müssen prinzipiell gekühlt werden (zum Beispiel mit flüssigem Stickstoff).

## Rauschen
Systematisches durch den Dunkelstrom verursachtes Rauschen auf digitalen Bildern kann zum Teil nachträglich durch Bildbearbeitung am Computer oder bereits in der Kamera entfernt werden. Der Dunkelstrom an sich variiert (abgesehen von äußeren Faktoren wie Chiptemperatur usw.) aufgrund der Poissonstatistik auch, dieses eigentliche Rauschen kann nicht auf diesem Wege entfernt werden, ist aber z. B. bei CCDs im Allgemeinen sehr gering im Vergleich zum Rauschen des eigentlichen Signals.

## Sinnesphysiologie
In der Sinnesphysiologie bezeichnet der Dunkelstrom den Fluss von Natriumionen im Dunkeln. Im Dunkeln, im Ruhezustand der Sinneszelle, sind die Na-Kanäle in der Membran der Sehzelle offen. Der Dunkelstrom depolarisiert das Membranpotential auf etwa −30 mV bis −40 mV.